# Лионская бутылка
Лио́нская буты́лка (фр. pot lyonnais, дословно лионский горшок) — традиционный сосуд для подачи вина в Лионе и окрестностях объёмом 0,46 литра. В наше время используется в лионских кабачках-бушонах (фр. bouchons).

## История
Первоначально, в 1554 году, объём бутылки, точнее, горшка составлял 2,08 литра. К концу XVIII века объём старой бутылки был равен 1,04 литра, а объём современной бутылки (на тот момент) — 1,13 литра.
Согласно закону 1843 года установился объём бутылки в 0,46 литра дно делают очень толстым, отчего бутылки получили название толстозадые (фр. gros-cul).
Желание возврата к продаже вина в старых, «больших» бутылках породило движение ворасов и даже косвенно привело к лионским восстаниям 1848 и 1849 годов.

## Характеристики современной лионской бутылки
Высота: 290 мм;
диаметр бутылки: 74 мм;
внешний диаметр горлышка: 30 мм;
внутренний диаметр горлышка: 17,8 мм;
толщина дна: 45 мм;
вес: 1,05 кг.